# 34496 Viswanath
34496 Viswanath este o planetă minoră (asteroid) din centura de asteroizi. A fost descoperită pe 24 septembrie 2000 la Experimental Test Site⁠(d) de Lincoln Near-Earth Asteroid Research. 
Obiectul prezintă o orbită caracterizată de o semiaxă mare de 2,8611626 UAi, o excentricitate de 0,03, o înclinație de 1,77547 ° în raport cu ecliptica.